# Emanuel Lasker
Emanuel Lasker (im Geburtenregister Immanuel, * 24. Dezember 1868 in Berlinchen, Neumark; † 11. Januar 1941 in New York) war ein deutscher Schachspieler, Mathematiker und Philosoph. Er war der zweite offizielle Schachweltmeister nach Wilhelm Steinitz und zugleich der bislang einzige deutsche Träger dieses Titels. Er behauptete diese Position in fünf Titelverteidigungen über einen Zeitraum von 27 Jahren (1894 bis 1921) und damit länger als jeder andere Schachweltmeister.
67 Jahre nach seinem Tod, 2008, wurde Emanuel Lasker in die Hall of Fame des deutschen Sports aufgenommen.

## Leben

### Vorfahren, Familie und Kindheit
Die Vorfahren Emanuel Laskers stammen von eher armen Familien jüdischer Geistlicher aus dem polnischen Städtchen Łask ab und gehen zurück bis auf den dort ansässigen Rabbi Abraham Meier Hindels (≈1700; das sind sechs Generationen vor Emanuel Lasker) und dessen Ehefrau Hinde, Tochter des Rabbi Itzig Goldes aus Łask. Der Familienname Lasker ist also ein Örtlichkeitsname. Der Großvater Emanuels, Rabbi Wolf Lasker (1803–1884), war Kantor und Leiter einer jüdischen Schule in Culmsee (heute: Chełmża). Dort galt er als „Wunderrabbi“, als ein Mann mit prophetischen Anlagen, hochgeehrt und ebenso arm wie geachtet. Ab 1846 übte er diese Tätigkeiten in Lessen (heute: Łasin) aus. Aus zwei Ehen – seine zweite Ehefrau war Blume Nachtigall (⚭ 1843) – gingen fünf Kinder hervor.
Michaelis Aron Lasker (1831–1901), Emanuels Vater, heiratete Rosalie Israelsohn (1833–1906) im September 1860. Zweieinhalb Jahre vorher schon war er Kantor und Lehrer in Berlinchen (heute: Barlinek) geworden. Zusätzlich betrieb er dort eine Tischlerwerkstatt. Er war in Berlinchen wegen seiner ungewöhnlichen Hilfsbereitschaft bekannt: Auf dem Weg nach Hause soll er noch seinen halben Lohn an einen armen Bettler verschenkt haben. Emanuel war der jüngste Sohn der Familie und hatte zwei Schwestern, Theophilia (1862–1943) und Amalie (1865–1938), und einen Bruder, Bertold.
1879 verließ Emanuel Lasker Berlinchen und kam zu seinem Bruder nach Berlin, wo dieser Medizin studierte. Dort besuchte er das Gymnasium. Als Zwölfjähriger lernte er von seinem Bruder das Schachspiel, das ihn allerdings nach Auffassung seiner Eltern zu sehr von seinen Schulpflichten abhielt. 1887 schickten sie ihn deshalb auf das Gymnasium in Landsberg an der Warthe (heute: Gorzów Wielkopolski), wo er 1888 sein Abitur ablegte.
Sein Bruder Bertold war von 1894 bis 1903 mit der Schriftstellerin Else Lasker-Schüler verheiratet. Eine weitläufige Verwandtschaft Emanuel Laskers zum deutschen Politiker Eduard Lasker besteht ebenso wie zum Schachmeister Edward Lasker, den Emanuel Lasker gut kannte.

### Schachspieler und Student
1889 begann Lasker, in Berlin Mathematik zu studieren, doch schon ein Jahr darauf wechselte er nach Göttingen.
Noch im selben Jahr begann seine internationale Schachkarriere mit dem Sieg im Hauptturnier von Breslau. 1890 gewann er zusammen mit seinem Bruder ein Meisterturnier in Berlin und besiegte Henry Edward Bird in einem Wettkampf in Liverpool mit 8,5:3,5 (+7 =3 −2; sieben Siege, drei Unentschieden, zwei Niederlagen). 1891 entschloss er sich, sein Studium zu unterbrechen und als Berufsspieler nach London zu gehen. Dort feierte er eine Vielzahl von Erfolgen in Turnieren und Wettkämpfen, unter anderen besiegte er Joseph Henry Blackburne mit 8:2 (+6 =4 −0). Von 1892 bis 1893 gab er eine Schachzeitung, den London Chess Fortnightly, heraus. 1893 folgte er dem Weltmeister Wilhelm Steinitz über den Atlantik und nahm seinen neuen Wohnsitz in New York City. Auch dort gelang es ihm, großen Eindruck auf das schachinteressierte Publikum zu machen. Nach weiteren Erfolgen in Wettkämpfen und Turniersiegen Laskers in der Neuen Welt fanden sich genügend Geldgeber in den USA und Kanada, um einen Weltmeisterschaftskampf mit Wilhelm Steinitz zu veranstalten.

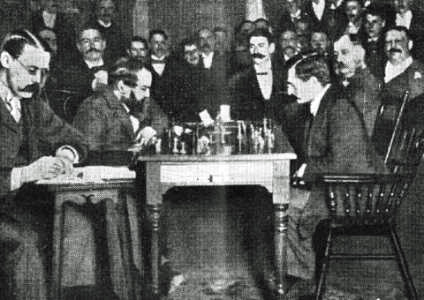
Steinitz (links) und Lasker (rechts) während ihres Weltmeisterschaftskampfes 1894

### Weltmeisterschaftskämpfe Lasker – Steinitz
Vom 15. März bis zum 26. Mai 1894 fand das Match statt. Mit zehn Siegen bei fünf Niederlagen und vier Unentschieden wurde Lasker überlegen der zweite offizielle Schachweltmeister. Er spielte in dem Match nicht besonders spektakulär, nutzte aber die Schwächen seines Gegners, der den Zenit seiner Karriere bereits überschritten hatte, sehr effizient aus. In seinem ersten Turnier als Weltmeister in Hastings 1895 musste er allerdings dem Amerikaner Harry Nelson Pillsbury den Sieg überlassen. Im selben Jahr veröffentlichte er sein erstes Schachbuch Common sense in chess (deutsch: Gesunder Menschenverstand im Schach), das auf Vorträgen beruhte, die er in englischen Schachclubs gehalten hatte.
Lasker lebte bis 1896 überwiegend in den USA. Er gab Steinitz 1896/1897 einen Revanchewettkampf in Moskau, den er noch deutlicher mit zehn Siegen, zwei Niederlagen und fünf Unentschieden gewann. Dann zog er sich bis 1899 vom Schach zurück, um sein Studium in Heidelberg und Berlin fortzusetzen. 1900 wurde er an der Universität Erlangen mit seiner Dissertation Über Reihen auf der Convergenzgrenze (veröffentlicht 1901) zum Dr. phil. (Mathematik) promoviert.
Im Frühjahr 1901 absolvierte er ein zehntägiges Gastspiel im Manhattan Chess Club, wobei er u. a. gegen Eugene Delmar sowie James Hanham gewann.
Im Jahre 1902 war er für zwei Semester Dozent (assistant lecturer) für Mathematik am Owens College in Manchester.

### Weltmeister

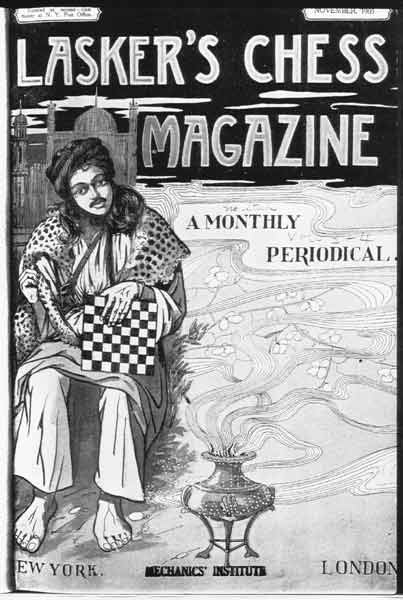
Titelblatt einer Ausgabe von Lasker’s Chess Magazine (1904–1907)

Im Herbst 1902 siedelte Lasker nach New York über. Dort plante er, eine akademische Laufbahn einzuschlagen. Diese Absicht hatte er bereits seit seiner Promotion an der Universität Erlangen, doch alle Versuche, einen Lehrstuhl zu erhalten, schlugen fehl. Bei seiner Bewerbung an der University of Missouri in Columbia konnte er zwar Empfehlungsschreiben von Adolf Hurwitz und Frank Morley vorlegen, die Professur ging aber an Earle Raymond Hedrick. Auch am Carnegie Technical Institute in Pittsburgh, an dem er sich 1904 bewarb, kam er nicht zum Zuge. Lasker war genötigt, sich verstärkt als Berufsschachspieler zu betätigen. Im Jahre 1904 gründete er Lasker’s Chess Magazine, das in New York erschien. Laskers vergebliche Bemühungen um eine akademische Anstellung als Mathematiker führten in dieser Zeit zu seiner Hinwendung zur Philosophie. 1907 erschien in New York seine erste philosophische Schrift sowohl auf Englisch als auch auf Deutsch: Struggle und Kampf. Im selben Jahr verteidigte er erstmals seit 1897 seinen Weltmeistertitel: Verschiedene amerikanische Klubs waren Gastgeber des ungleichen Kampfes, der vom 26. Januar bis zum 6. April ausgetragen wurde. Lasker besiegte den US-amerikanischen Meister und Gewinner vieler internationaler Turniere Frank James Marshall ohne eine einzige Niederlage überlegen mit 11,5:3,5 (+8 =7 −0).
Im Jahre 1908 kehrte er nach Deutschland zurück und nahm seinen Wohnsitz in Berlin. Vom 17. August bis 30. November 1908 spielte er gegen seinen alten Rivalen Siegbert Tarrasch, der 1892 eine Herausforderung des damals noch wenig bekannten Laskers abgelehnt hatte, einen Wettkampf um die Weltmeisterschaft. Die ersten vier Partien des Wettkampfs fanden vom 17. bis 24. August im Kunstpalast in Düsseldorf statt, die weiteren Partien gab es in München. Lasker gewann deutlich mit 10,5:5,5 (+8 =5 −3). Seine Zeitschrift Lasker’s Chess Magazine gab er im Januar 1909 auf. 1910 spielte er den wohl spannendsten Wettkampf seines Lebens. Der Österreicher Carl Schlechter forderte Lasker heraus und zeigte mit dem ausgeglichenen Endstand (5:5; +1 =8 −1), dass er ein würdiger Herausforderer war. Lasker lag bis zur letzten Partie zurück und konnte den Titel erst durch einen Sieg in der 10. Partie retten. Spielorte waren Wien und Berlin. Der österreichische Schriftsteller Thomas Glavinic hat diesem Wettkampf mit seinem Roman Carl Haffners Liebe zum Unentschieden (Berlin, 1998) ein literarisches Denkmal gesetzt. Im selben Jahr verteidigte Lasker seinen Titel gegen den polnisch-französischen Meister Dawid Janowski. Den Wettkampf, ausgerichtet vom 8. November bis 8. Dezember im Berliner Kerkau-Palast, gewann er überlegen mit 9,5:1,5 (+8 =3 −0). Neben dem Schriftsteller Thomas Glavinic erwähnt noch ein weiterer Autor, Stefan Zweig, Lasker in einem seiner Werke. In der Schachnovelle stellt er den fiktionalen Protagonisten seines Werkes in eine Reihe mit Aljechin, Capablanca, Tartakower, Lasker und Bogoljubow.
Am 1. März 1911 heiratete er in Berlin die Schriftstellerin Martha Cohn. Im selben Jahr erhielt er erstmals eine Herausforderung des jungen Kubaners José Raúl Capablanca zu einem Weltmeisterschaftskampf, doch sowohl diese als auch die folgenden Verhandlungen mit Akiba Rubinstein über ein Match scheiterten in der Folgezeit. Nicht zuletzt unter dem Eindruck des Schicksals seines in Armut gestorbenen Vorgängers Steinitz forderte Lasker von seinen Herausforderern hohe Wettkampfeinsätze, die sie oft nicht aufbringen konnten. Er unternahm auch Versuche, für die Partien seiner Wettkämpfe das Urheberrecht zu beanspruchen und sich das alleinige Publikationsrecht vorzubehalten, konnte dies aber nie durchsetzen.
Im Jahre 1913 erwarb er ein Landhaus in Thyrow bei Trebbin südlich von Berlin und versuchte sich in dieser Zeit auch als Landwirt. Da er aber nicht sehr praktisch veranlagt war, erzielte er auf diesem Gebiet keine Erfolge.
Vom 21. April bis 22. Mai 1914 fand in St. Petersburg eines der bedeutendsten Turniere der Schachgeschichte statt. Zunächst spielten elf Meister ein Rundenturnier, das von Capablanca (8 Punkte) vor Lasker, Tarrasch (jeweils 6,5), Aljechin und Marshall (jeweils 6) gewonnen wurde. Diese fünf Spieler traten dann nochmals doppelrundig gegeneinander an, wobei die zuvor erzielten Punkte mitgenommen wurden. In diesem Finale gelang es Lasker durch energisches Spiel, den Vorsprung Capablancas noch aufzuholen: Er erzielte aus den acht Partien 7 Punkte (sechs Siege, zwei Remis), kam damit insgesamt auf 13,5 Punkte und wurde Turniersieger vor Capablanca, der 13 Punkte erreichte. Im Turnierbuch schrieb Laskers Rivale Tarrasch, dass das Antrittsgeld von über 4000 Rubel, das Lasker von den Organisatoren erhalten habe, angesichts seiner gezeigten Leistung nicht zu hoch gewesen sei.
Durch den Ausgang des Ersten Weltkrieges verlor Lasker sein in Kriegsanleihen investiertes Vermögen. Lasker hatte sich, wie viele deutsche Juden, patriotisch gezeigt und sogar 1916 eine Broschüre mit dem Titel Die Selbsttäuschungen unserer Feinde veröffentlicht, in der er die Kriegsgegner Deutschlands kritisierte. In der Nachkriegszeit widmete sich Lasker verstärkt der Philosophie und veröffentlichte 1919 sein Hauptwerk Die Philosophie des Unvollendbar.
Ein erneuter Versuch Capablancas, mit Lasker um die Weltmeisterschaft zu spielen, scheiterte zunächst 1920 aus finanziellen Gründen. Lasker war bereit, freiwillig auf den Titel zu verzichten und ihn an Capablanca zu übergeben. Neuerliche Anstrengungen erlaubten dann aber die Ausrichtung eines Wettkampfs vom 15. März bis zum 28. April 1921 in Havanna. Lasker, der sich einem ungewohnten tropischen Klima ausgesetzt sah, gab den Wettkampf nach 14 Partien beim Stand von 5:9 (+0 =10 −4) auf. Capablanca wurde neuer Weltmeister, nachdem Lasker diesen Titel 27 Jahre lang getragen hatte.

### Letzte große Erfolge und Rückzug vom Schach

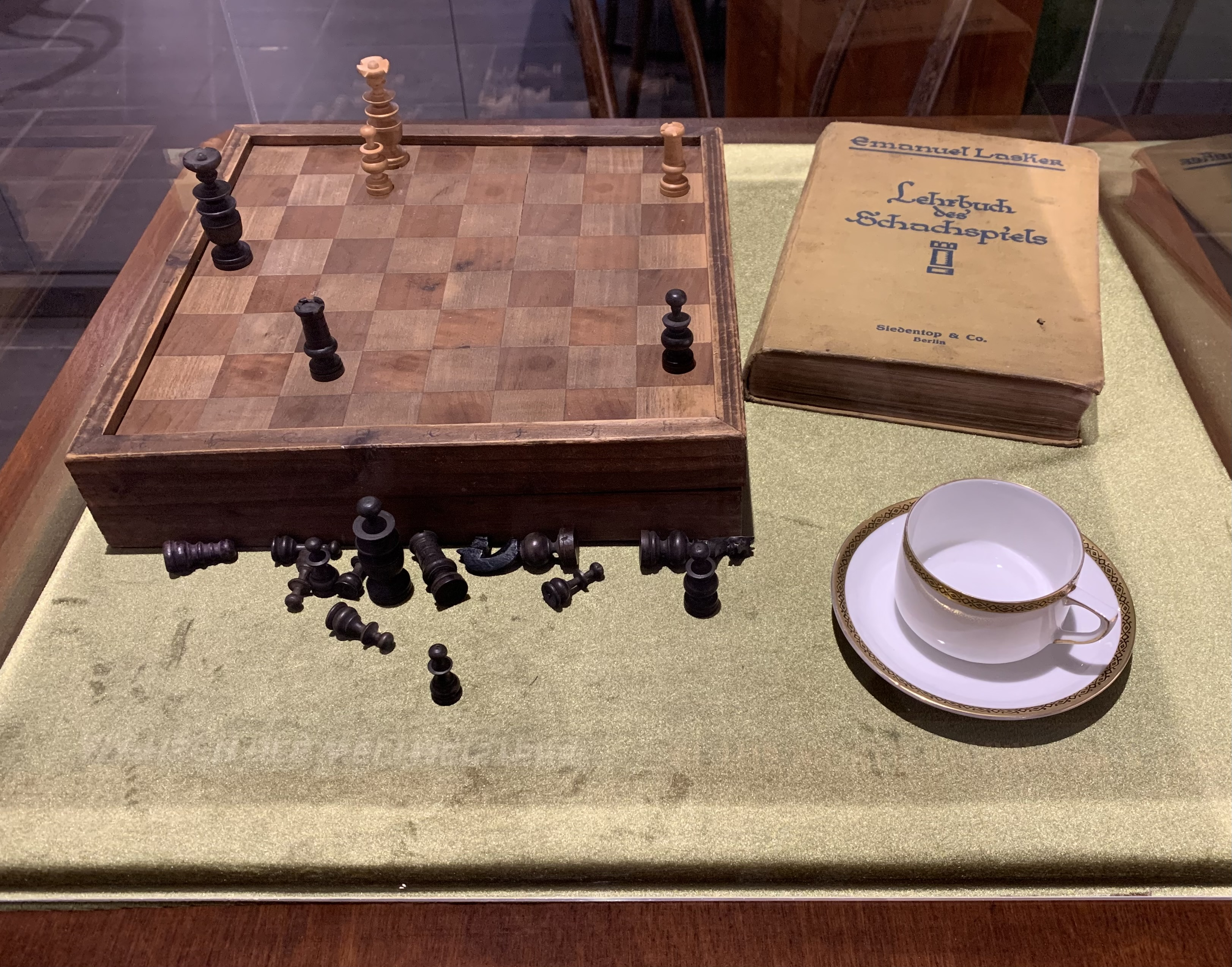
Lehrbuch des Schachspiels, Originalausgabe von 1925

Lasker gewann 1923 in Mährisch-Ostrau und 1924 in New York zwei sehr stark besetzte Turniere. Das New Yorker Turnier gilt als eines der bedeutendsten überhaupt in der Geschichte des Schachs. Dort spielte Emanuel Lasker auch die einzigen beiden Turnierpartien gegen seinen Namensvetter Edward Lasker. In einer dieser Partien hielt Emanuel Lasker ein Endspiel mit Springer gegen Turm und Bauer remis, was als eine der größten Defensivleistungen seiner Karriere gilt. In dem doppelrundigen Turnier schlug Weltmeister Capablanca den Exweltmeister mit 1½:½, doch Emanuel Lasker gewann das Turnier mit insgesamt 16 Punkten aus 20 Partien und 1½ Punkten Vorsprung vor Capablanca, der 14½ Punkte erreichte, sowie mit 4 Punkten Vorsprung auf den künftigen Weltmeister Aljechin. 1925 überholte er Capablanca in Moskau, wo er Zweiter hinter Efim Bogoljubow wurde, nochmals um einen halben Punkt. Das Moskauer Turnier sollte nun für lange Zeit das Ende von Laskers Schachkarriere bedeuten. Im selben Jahr erschien sein Lehrbuch des Schachspiels, in dem er unter anderem die Verdienste seines Vorgängers Steinitz um die Erforschung des Positionsspiels würdigt. Das Buch enthält zahlreiche philosophische Exkurse und zählt heute zu den Klassikern der Schachliteratur. Außerdem veröffentlichte er zusammen mit seinem Bruder Bertold ein von seiner machologischen Philosophie inspiriertes expressionistisches Drama, Vom Menschen die Geschichte, dem allerdings kein Bühnenerfolg beschieden war. Er widmete sich seit 1926 vermehrt dem Go-Spiel, das er bereits seit 1910 intensiv pflegte. Er galt bald als ein Konkurrent des besten damaligen Go-Spielers Deutschlands, des Berliners Felix Dueball, den er 1930 in einer Turnierpartie, deren Notation erhalten ist, besiegen konnte. Neben Go wurde auch das Bridge-Spiel ein Betätigungsfeld für Lasker. Außerdem galt er als guter Poker-Spieler. 1927 gründete er in Berlin eine Schule für Verstandesspiele. In dieser Zeit erfand er auch das Brettspiel Laska, eine Variante des Damespiels, und die Lasker-Mühle. 1929 erschien sein Buch Das verständige Kartenspiel, 1931 Das Bridgespiel, Das Skatspiel und Brettspiele der Völker. 1932 nahm er mit einer von ihm zusammengestellten niederländischen Mannschaft an einem internationalen Bridgeturnier in London teil. Im selben Jahr verkündete er seinen Abschied vom Schach und plante, sich gänzlich dem Bridge zu widmen.

### Schwere Zeiten im Exil und erneutes Schachspielen

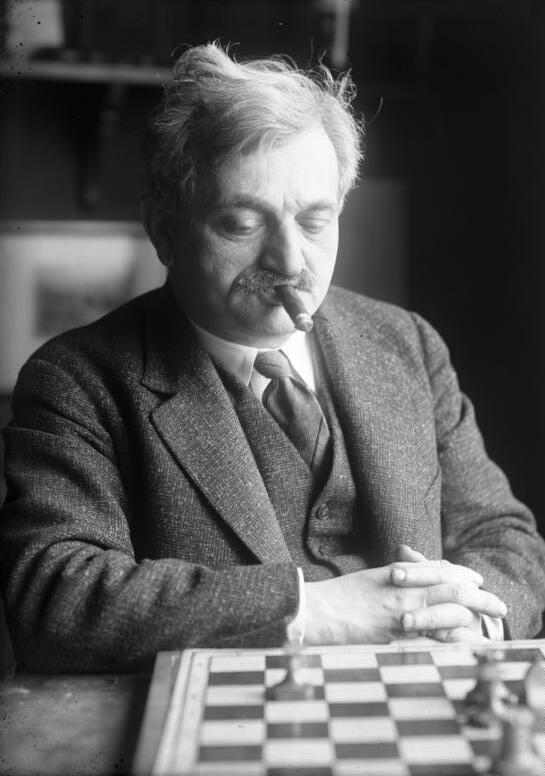
Emanuel Lasker, 1933

Die repressive antisemitische Politik, die die Machtübernahme der Nationalsozialisten Anfang 1933 in Deutschland mit sich brachte, nötigte Lasker und seine Ehefrau zur Flucht. Nach einjährigem Aufenthalt in den Niederlanden zog das Ehepaar 1934 nach London. Lasker nahm nun seine Schachtätigkeit wieder auf, da kaum eine andere Gelegenheit zum Geldverdienen bestand. Neben dem Schreiben für Schachspalten gab er vermehrt Simultanvorstellungen und nahm 1934 in Zürich an einem internationalen Turnier teil, bei dem er Fünfter wurde.
1935 lud ihn die Akademie der Wissenschaften der UdSSR nach Moskau in die Sowjetunion ein. Die Einladung beinhaltete unter anderem eine ständige Mitgliedschaft in der Akademie. Lasker nahm an und ging nach Moskau. Seinen Lebensunterhalt verdiente er offiziell an einem mathematischen Institut, sein Hauptwirken bestand indessen im Schachtraining mit sowjetischen Meisterspielern und allgemeiner Popularisierung (Simultanreisen etc.) des Schachs in der UdSSR. Beim sehr stark besetzten internationalen Turnier von Moskau 1935 wurde er Dritter, beim Moskauer Turnier 1936 Sechster. Sein letztes internationales Turnier spielte er 1936 in Nottingham. Hier siegten Capablanca und Botwinnik gemeinsam mit je 10 aus 14, den dritten Platz teilten sich Fine sowie Reshevsky und Weltmeister Euwe mit je 9½, Aljechin belegte Platz 6 mit 9 und Flohr und Emanuel Lasker teilten sich Platz 7 mit je 8½ Punkten. Gegen die drei Ersten erzielte der 67-jährige Lasker zwei Punkte. 1937 schrieb er in der Sowjetunion die Erzählung Wie Wanja Meister wurde, die erst 2001 im deutschen Original erschien. Zuvor erschien 1973 eine russische Übersetzung.
Besorgt über den Großen Terror in der stalinistischen Sowjetunion nutzte Lasker 1937 eine Gelegenheit, das Land zu verlassen. Nach einem Besuch bei seiner Stieftochter in New York blieben die Laskers in den USA. Im November 1938 wurde ihm und seiner Ehefrau die deutsche Staatsbürgerschaft aberkannt. Die materiell entbehrungsreichste Zeit durchlebte das Ehepaar in diesem letzten Lebensabschnitt Laskers. Ende 1940 erkrankte Lasker, mit Beginn des neuen Jahres wurde er in das Mount Sinai Hospital in New York eingeliefert. Trotz einer Blutspende seines Freundes Joseph Platz starb er am 11. Januar 1941. Sein Grab befindet sich auf dem Friedhof Beth Olom in Queens.
Am 6. Mai 2008 wurde Emanuel Lasker in die Hall of Fame des deutschen Sports aufgenommen.

## Leistungen

### Stil
Laskers Spielstil war pragmatisch und kämpferisch; Aljechin bezeichnete ihn im Turnierbuch New York 1927 als „unübertroffenen Turnierkämpfer“. Er galt als Spieler mit anspruchsloser Eröffnungsvorbereitung, machte aber sehr wenige offensichtliche Fehler und konnte schlechtere Stellungen ausgezeichnet verteidigen. Im Endspiel war Lasker zu seiner Zeit unübertroffen. Laskers Verteidigungskünste waren vielen Schachmeistern ein Rätsel, auf das sie in ihrer Verzweiflung verschiedene Antworten zu geben wussten: Für Tarrasch hatte Lasker schlicht Glück, Réti fand Laskers Spiel psychologisch. Mangels eindeutiger eigener Aussagen Laskers wird in diesem Zusammenhang oft ein Satz aus der Biographie von Hannak zitiert: Lasker „hat nicht der wissenschaftlich richtige Zug, sondern immer nur der für den konkreten Gegner unangenehmste Zug interessiert“. Dieses Verdikt ist seitdem eng mit dem Namen Laskers verbunden, wobei in letzter Zeit vor allem Robert Hübner versucht hat zu erklären, wieso es seinerzeit zu solchen Urteilen kam. Hübner argumentiert, dass es auf Meisterebene nur einen sehr geringen Spielraum für psychologische Überlegungen gebe und nicht stellungsgemäße Züge in der Regel widerlegt würden. Bei Réti, der gegen Lasker meist chancenlos war, sei daher von einer Projektion seiner eigenen Ängste auszugehen.
Als Beispiel für die Auffassung, Laskers Stil sei psychologischer Natur, wird oft seine Partie gegen Capablanca beim Turnier in St. Petersburg 1914 angeführt. Diese musste er unbedingt gewinnen, um noch Turniersieger werden zu können. Zur Überraschung seines Gegners wählte Lasker die als harmlos geltende Spanische Abtauschvariante. Capablanca war darauf nicht eingestellt und verlor die Partie.

### Schachliche Hinterlassenschaften
Nach Lasker sind mehrere Eröffnungsvarianten benannt:
- Die Lasker-Verteidigung im Abgelehnten Damengambit entsteht nach der Zugfolge 1. d4 d5 2. c4 e6 3. Sc3 Sf6 4. Lg5 Le7 5. e3 0–0 6. Sf3 h6 7. Lh4 Se4.
- Im Evans-Gambit die Variante 1. e4 e5 2. Sf3 Sc6 3. Lc4 Lc5 4. b4 Lxb4 5. c3 La5 6. d4 d6 7. 0–0 Lb6 8. dxe5 dxe5 9. Dxd8+ Sxd8 10. Sxe5 Le6. Dabei verschafft sich Schwarz durch Rückgabe des Mehrbauern eine solide Stellung, was gegen Angriffsspieler auch psychologisch von Vorteil ist. Nachdem Lasker diese Verteidigung empfohlen hatte, wurde das Evans-Gambit in der Turnierpraxis nur noch selten angewandt.
- In Albins Gegengambit gab er einer Eröffnungsfalle seinen Namen.

Laskers höchste historische Elo-Zahl war 2878 im Mai 1894. Er lag in 292 Monaten, also knapp 25 Jahre, auf Platz 1 der Weltrangliste. Das erste Mal geschah dies im Juni 1890, das letzte Mal im Dezember 1926.

### Mathematiker und Philosoph
Lasker war auch Mathematiker und Philosoph. 1900 wurde er an der Universität Erlangen über unendliche Reihen promoviert. Die von Max Noether betreute Dissertation trägt den Titel Ueber Reihen auf der Convergenzgrenze (26 Seiten). 1905 veröffentlichte er in der Zeitschrift Mathematische Annalen eine bedeutende mathematische Arbeit zur Theorie der Moduln und Ideale, die später von Emmy Noether weiterentwickelt wurde. Daraus entstammt der heute so genannte Satz von Lasker-Noether. Lasker war mit Albert Einstein bekannt und disputierte mit ihm über physikalische Probleme. Dabei stellte Lasker die Konstanz der Lichtgeschwindigkeit im Vakuum in Frage. Trotz ihrer unterschiedlichen Meinungen in dieser Frage schrieb Einstein für die 1952 erschienene Lasker-Biographie von Jacques Hannak ein Geleitwort, in dem er Lasker als einen der interessantesten Menschen bezeichnet, die er in seinen späteren Jahren kennengelernt habe.
Laskers erste philosophische Arbeit erschien 1907 in New York in einer englischen (Struggle) und einer deutschen Ausgabe (Kampf). In ihr entwirft Lasker eine „Wissenschaft des Kampfes“, die er Machologie nennt. Dabei abstrahiert er Prinzipien aus dem Schachspiel und überträgt sie auf andere Lebensbereiche. Die Schrift wurde 2001 mit einem Nachwort von Lothar Schmid nachgedruckt. Seine Theorien führte Lasker später in zwei umfangreicheren Werken (Das Begreifen der Welt, 1913, und Die Philosophie des Unvollendbar, 1919) weiter aus. Die Bücher wurden jedoch von der Fachwelt kaum beachtet. Dies war für Lasker enttäuschend, da er gehofft hatte, dass ihm seine philosophischen Arbeiten einen bleibenderen Ruf als seine schachlichen Leistungen eintragen würden. Obwohl er auf Empfehlung von Paul Natorp ab 1913 Mitglied der Kant-Gesellschaft wurde, galt Lasker auf dem Gebiet der Philosophie zeitlebens als „Autodidakt und Außenseiter“ (Ulrich Sieg). 1965 bezeichnete Georg Klaus seine Anschauungen als Vorformen der modernen Spieltheorie. Kurz vor seinem Tode veröffentlichte er noch eine politische Schrift (The Community of the Future, 1940), in der er sich gesellschaftlichen Problemen widmet. Zur Bekämpfung der Arbeitslosigkeit schlug er darin unter anderem die Bildung von Genossenschaften und die Schaffung neuer Ausbildungseinrichtungen vor.

### Theoretiker und Erfinder anderer Spiele
Lasker hat sich mit vielen anderen Spielen als Theoretiker und Erfinder beschäftigt. Bei den Brettspielen hat er das Mühle-Spiel dadurch zu reformieren versucht, dass er jedem Spieler zehn (anstatt neun) Steine gab und ihm zu Anfang die Wahl ließ, entweder einen neuen Stein einzusetzen oder einen bereits gesetzten zu ziehen. Das Dame-Spiel entwickelte er zum Spiel Laska fort, bei dem – unter anderem – geschlagene Steine nicht vom Brett entfernt werden, sondern unter dem schlagenden Stein mitgenommen werden; schlägt ein Stein also mehrfach, kann er ganze „Türme“ mit sich führen; wer einen solchen „Turm“-Stein schlägt, darf aber nur den obersten Stein „mitnehmen“, so dass der „Rest-Turm“ auch die Partei wechseln kann; das Spiel entwickelt einen ganz neuartigen Charakter. Sowohl mit Kartenspielen (vor allem dem Poker) als auch mit anderen Brettspielen (vor allem Go) hat er sich theoretisch beschäftigt und dazu publiziert.
Lasker hat eine Version des Nim-Spiels erfunden und durch Analysen von Aneinanderfügungen von Verluststellungen zur Entwicklung der frühen kombinatorischen Spieltheorie entscheidend beigetragen.

## Schachkomposition
Lasker komponierte einige Endspielstudien, deren berühmteste ein systematisches Manöver zeigt, welches heutzutage unter dem Namen Lasker-Manöver bekannt ist.
|   | a | b | c | d | e | f | g | h |   |
| 8 |   |   |   |   |   |   |   |   | 8 |
| 7 |   |   |   |   |   |   |   |   | 7 |
| 6 |   |   |   |   |   |   |   |   | 6 |
| 5 |   |   |   |   |   |   |   |   | 5 |
| 4 |   |   |   |   |   |   |   |   | 4 |
| 3 |   |   |   |   |   |   |   |   | 3 |
| 2 |   |   |   |   |   |   |   |   | 2 |
| 1 |   |   |   |   |   |   |   |   | 1 |
|   | a | b | c | d | e | f | g | h |   |

Lösung:
1. Kb7 Tb2+

2. Ka7 Tc2

3. Th5+ Ka4

4. Kb6 Tb2+

5. Ka6 Tc2

6. Th4+ Ka3

7. Kb6 Tb2+

8. Ka5 Tc2

9. Th3+ Ka2 (oder 9. … Kb2)

10. Txh2 Fesselung, Opfer Txh2

11. c8D gewinnt

## Ehrungen

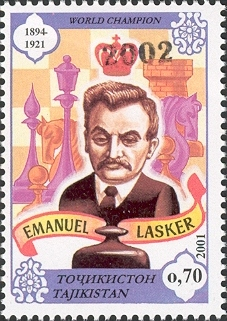
Lasker-Briefmarke (Tadschikistan, 2002)

Im Schachdorf Ströbeck gibt es die Grundschule „Dr. Emanuel Lasker“.
In Berlin-Friedrichshain befindet sich die Emanuel-Lasker-Gemeinschaftsschule.
Zu Laskers 100. Geburtstag erschien in der DDR die bislang einzige deutsche Briefmarke, auf der ein Schachspieler abgebildet ist. Auch in anderen Ländern erschienen Briefmarken mit seinem Porträt, darunter Benin, Burundi, Guinea-Bissau, Jugoslawien, Kambodscha, Kampuchea, Kuba, Laos, Madagaskar, Mali, Mongolei, Myanmar, Niger, Nordkorea, Österreich, Tadschikistan, Togo und Vietnam.

## Partien
- Lasker – Bauer, Amsterdam 1889
- Pillsbury – Lasker, Sankt Petersburg 1896
- Lasker – Napier, Cambridge Springs 1904
- Lasker – Schlechter, Berlin 1910, 10. Wettkampfpartie
- Lasker – Capablanca, St. Petersburg 1914

## Turnier- und Wettkampfergebnisse
| Jahr    | Turnier                                                           | Ort                                                                     | Ergebnis/Punktezahl | Rang |
| ------- | ----------------------------------------------------------------- | ----------------------------------------------------------------------- | ------------------- | --- |
| 1889    | Hauptturnier A                                                    | Breslau                                                                 | 8/9 (+7 =2 −0)      | 1. Platz |
|         | Hauptturnier Siegergruppe                                         | Breslau                                                                 | 4/6 (+4 =0 −2)      | 1.–2. Platz |
|         | Meisterturnier                                                    | Amsterdam                                                               | 6/8 (+5 =2 −1)      | 2. Platz |
|         | Wettkampf mit Curt von Bardeleben                                 | Berlin                                                                  | 2,5/4 (+2 =1 −1)    | Lasker siegte mit 2,5–1,5 |
| 1889/90 | Wettkampf mit Jacques Mieses                                      | Leipzig                                                                 | 6,5/8 (+5 =3 −0)    | Lasker siegte mit 6,5–1,5 |
| 1890    | Wettkampf mit Henry Edward Bird                                   | Liverpool                                                               | 8,5/12 (+7 =3 −2)   | Lasker siegte mit 8,5–3,5 |
|         | Wettkampf mit Nicholas Theodore Miniati                           | Manchester                                                              | 4/5 (+3 =2 −0)      | Lasker siegte mit 4–1 |
|         | Meisterturnier                                                    | Berlin                                                                  | 6,5/8 (+6 =1 −1)    | 1.–2. Platz (mit Bertold Lasker)                                                                                              |
|         | Meisterturnier                                                    | Graz                                                                    | 4/6 (+3 =2 −1)      | 3. Platz |
|         | Wettkampf mit Berthold Englisch                                   | Wien                                                                    | 3,5/5 (+2 =3 −0)    | Lasker siegte mit 3,5–1,5 |
| 1892    | Kongress der British Chess Association (BCA)                      | London                                                                  | 9/11 (+8 =2 −1)     | 1. Platz |
|         | Meisterturnier                                                    | London                                                                  | 6,5/8 (+5 =3 −0)    | 1. Platz |
|         | Wettkampf mit Joseph Henry Blackburne                             | London                                                                  | 8/10 (+6 =4 −0)     | Lasker gewann mit 8–2 |
|         | Wettkampf mit Henry Edward Bird                                   | Newcastle                                                               | 5/5 (+5 =0 −0)      | Lasker gewann mit 5–0 |
| 1892/93 | Wettkampf mit Jackson Whipps Showalter                            | Kokomo und Logansport                                                   | 6,5/9 (+6 =1 −2)    | Lasker gewann mit 6,5–2,5 |
| 1893    | Wettkampf mit Celso Golmayo Zúpide                                | Havanna                                                                 | 2,5/3 (+2 =1 −0)    | Lasker gewann mit 2,5–0,5 |
|         | Wettkampf mit Andrés Clemente Vázquez                             | Havanna                                                                 | 3/3 (+3 =0 −0)      | Lasker gewann mit 3–0 |
|         | Internationales Turnier                                           | New York City                                                           | 13/13 (+13 =0 −0)   | 1. Platz |
| 1894    | Wettkampf um die Weltmeisterschaft gegen Wilhelm Steinitz         | New York City/Philadelphia/Montreal                                     | 12/19 (+10 =4 −5)   | Lasker gewann mit 12–7 und wurde Weltmeister                                                                                  |
| 1895    | Internationales Turnier                                           | Hastings                                                                | 15,5/21 (+14 =3 −2) | 3. Platz |
| 1895/96 | Internationales Turnier                                           | Sankt Petersburg                                                        | 11,5/18 (+8 =7 −3)  | 1. Platz |
| 1896    | Internationales Turnier                                           | Nürnberg                                                                | 13,5/18 (+12 =3 −3) | 1. Platz |
| 1896/97 | Revanchewettkampf um die Weltmeisterschaft gegen Wilhelm Steinitz | Moskau                                                                  | 12,5/17 (+10 =5 −2) | Lasker gewann mit 12,5–4,5 |
| 1899    | Internationales Turnier                                           | London                                                                  | 22,5/27 (+19 =7 −1) | 1. Platz |
| 1900    | Internationales Turnier                                           | Paris                                                                   | 14,5/16 (+14 =1 −1) | 1. Platz |
| 1901    | Kurzwettkampf mit Dawid Janowski                                  | Manchester                                                              | 1,5/2 (+1 =1 −0)    | Lasker siegte mit 1,5–0,5 |
| 1904    | Internationales Turnier                                           | Cambridge Springs                                                       | 11/15 (+9 =4 −2)    | 2.–3. Platz (mit Dawid Janowski)                                                                                              |
| 1906    | Meisterturnier                                                    | Trenton Falls                                                           | 5/6 (+4 =2 −0)      | 1. Platz |
| 1907    | Wettkampf um die Weltmeisterschaft gegen Frank James Marshall     | New York City, Philadelphia, Washington, Baltimore, Chicago und Memphis | 11,5/15 (+8 =7 −0)  | Lasker siegte mit 11,5–3,5 |
| 1908    | Wettkampf um die Weltmeisterschaft gegen Siegbert Tarrasch        | Düsseldorf und München                                                  | 10,5/16 (+8 =5 −3)  | Lasker siegte mit 10,5–5,5 |
| 1909    | Wettkampf mit Abraham Speijer                                     | Amsterdam                                                               | 2,5/3 (+2 =1 −0)    | Lasker siegte mit 2,5–0,5 |
|         | Internationales Turnier                                           | Sankt Petersburg                                                        | 14,5/18 (+13 =3 −2) | 1.–2. Platz (mit Akiba Rubinstein)                                                                                            |
|         | 1. Wettkampf mit Dawid Janowski                                   | Paris                                                                   | 2/4 (+2 =0 −2)      | Lasker remis mit 2–2 |
|         | 2. Wettkampf mit Dawid Janowski                                   | Paris                                                                   | 8/10 (+7 =2 −1)     | Lasker siegte mit 8–2 |
| 1910    | Wettkampf um die Weltmeisterschaft gegen Carl Schlechter          | Wien und Berlin                                                         | 5/10 (+1 =8 −1)     | Lasker verteidigte seinen Titel durch ein Unentschieden (5–5).                                                                |
|         | Wettkampf um die Weltmeisterschaft gegen Dawid Janowski           | Berlin                                                                  | 9,5/11 (+8 =3 −0)   | Lasker gewann 9,5–1,5 |
| 1914    | Internationales Turnier                                           | Sankt Petersburg                                                        | 13,5/18 (+10 =7 −1) | 1. Platz |
| 1916    | Wettkampf mit Siegbert Tarrasch                                   | Berlin                                                                  | 5,5/6 (+5 =1 −0)    | Lasker siegte mit 5,5–0,5 |
| 1918    | Internationales Turnier                                           | Berlin                                                                  | 4,5/6 (+3 =3 −0)    | 1. Platz |
| 1921    | Wettkampf um die Weltmeisterschaft gegen José Raúl Capablanca     | Havanna                                                                 | 5/14 (+0 =10 −4)    | Lasker gab den Wettkampf beim Stande von 5–9 auf (es wurde auf 6 Gewinnpartien gespielt), Capablanca wurde neuer Weltmeister. |
| 1923    | Internationales Turnier                                           | Mährisch-Ostrau                                                         | 10,5/13 (+8 =5 −0)  | 1. Platz |
| 1924    | Internationales Turnier                                           | New York City                                                           | 16/20 (+13 =6 −1)   | 1. Platz |
| 1925    | Internationales Turnier                                           | Moskau                                                                  | 14/20 (+10 =8 −2)   | 2. Platz |
| 1934    | Internationales Turnier                                           | Zürich                                                                  | 10/15 (+9 =2 −4)    | 5. Platz |
| 1935    | Internationales Turnier                                           | Moskau                                                                  | 12,5/19 (+6 =13 −0) | 3. Platz |
| 1936    | Internationales Turnier                                           | Moskau                                                                  | 8/18 (+3 =10 −5)    | 6. Platz |
|         | Internationales Turnier                                           | Nottingham                                                              | 8,5/14 (+6 =5 −3)   | 7.–8. Platz (mit Salo Flohr)                                                                                                  |
| 1940    | Wettkampf mit Frank James Marshall                                | New York City                                                           | 0,5/2 (+0 =1 −1)    | beim Stand von 1,5–0,5 für Marshall abgebrochen                                                                               |

## Emanuel Lasker Gesellschaft
Die Emanuel Lasker Gesellschaft wurde am 11. Januar 2001 in Potsdam gegründet. Sie befasst sich mit dem Wirken Laskers, aber auch anderen Themen der Schachgeschichte und Schachkultur.

## Schriften (Auswahl)
- Common sense in chess. New York 1895, online bei archive.org. Deutsche Ausgabe: Gesunder Menschenverstand im Schach, Joachim Beyer Verlag, Eltmann 2015, ISBN 978-3-940417-83-1.
- Kampf. New York 1907, online bei archive.org.
- Der internationale Schachkongress zu St. Petersburg 1909. Zürich 1909, amerikanische Ausgabe bei archive.org
- Das Begreifen der Welt. Verlag Hans Joseph G.m.b.H., Berlin 1913 (eingeschränkte Vorschau in der Google-Buchsuche [abgerufen am 26. Mai 2024]).
- Die Philosophie des Unvollendbar. Leipzig 1919, doi:10.1515/9783112353424.
- Lehrbuch des Schachspiels. (Erstausgabe 1925), Joachim Beyer Verlag, Eltmann 2015, ISBN 978-3-940417-29-9.
- Encyclopedia of Games. Bd. I, Card Strategy, New York 1929, urn:nbn:de:hbz:5:1-331264.
- Das verständige Kartenspiel. Berlin 1929, urn:nbn:de:hbz:5:1-331248.
- Brettspiele der Völker. Berlin 1931, urn:nbn:at:at-ubms:3-1736.
- Das Bridgespiel. Berlin 1931.